# Santa Maria della Pietà (Venedig)

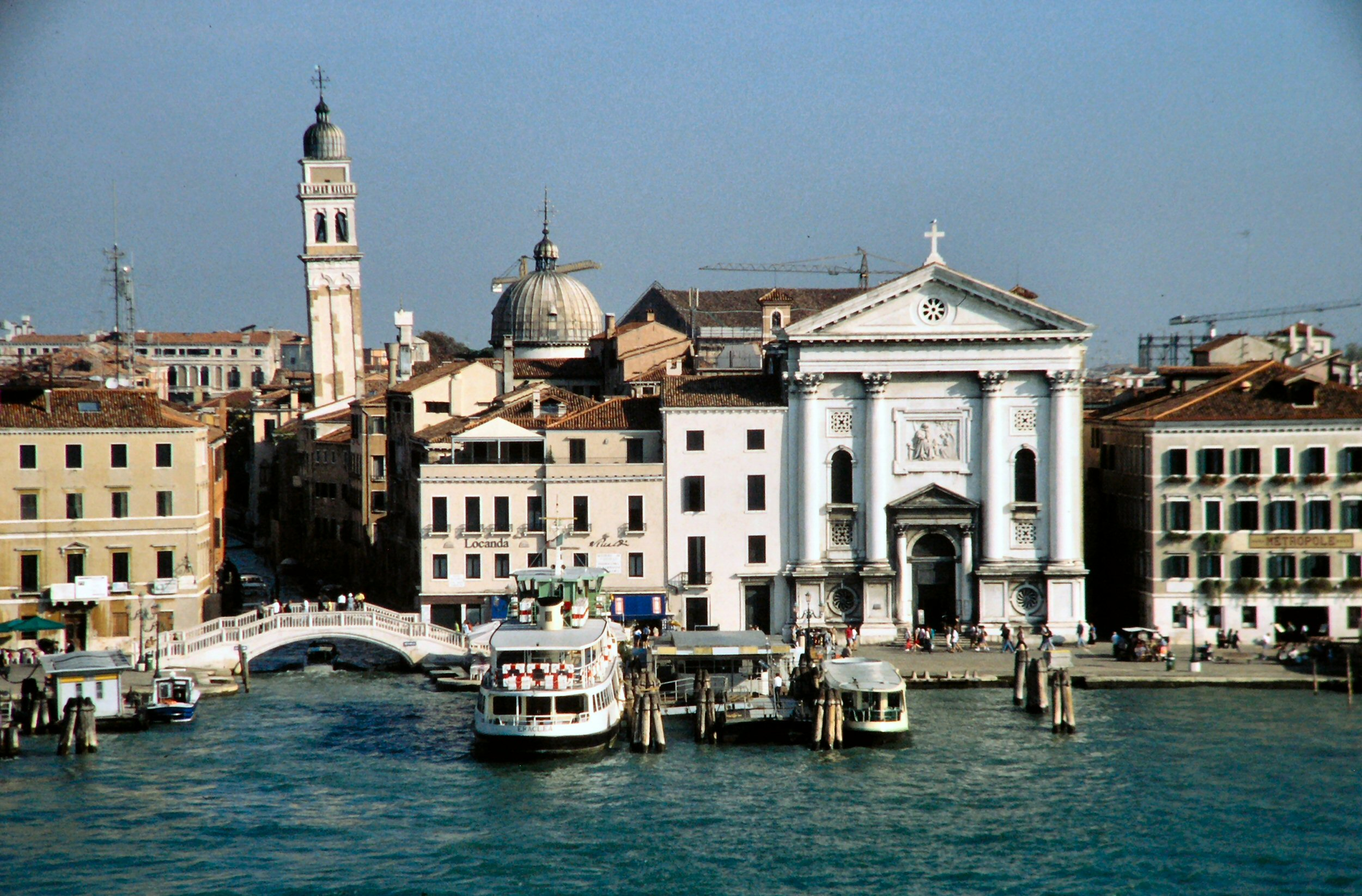
Santa Maria della Pietà

Santa Maria della Pietà, auch Santa Maria della Visitazione oder kurz La Pietà genannt, ist eine Kirche in Venedig, im Sestiere Castello an der Riva degli Schiavoni.

## Geschichte
Das 1346 gegründete Ospedale della Pietà, das auch ein Waisenhaus für Mädchen war, erhielt im 15. Jahrhundert ein angebautes Oratorium. Im 18. Jahrhundert war dieses in einem schlechten baulichen Zustand, so dass 1730 ein Neubau beschlossen wurde. Dieser durch eine Lotterie finanzierte Neubau wurde Giorgio Massari übertragen.
Er plante einen zur Riva degli Schiavoni orientierten dreiteiligen Komplex nach dem Vorbild der Zitelle auf der gegenüber liegenden Seite des Giudecca-Kanals. Die Kirche sollte von zwei vierstöckigen Gebäuden des Ospedale flankiert werden. Erst 1745 wurde mit dem Bau der Kirche begonnen. Wohl aus Kostengründen wurden der rechte Teil des Ospedale und die Fassade nicht realisiert.
Die Schauseite wurde erst 1902 fertiggestellt, wobei man sich bemühte, Massaris Entwurf nachzuempfinden.
Zwischen 2014 und November 2021 wurde die Fassade umfassend restauriert.
Antonio Vivaldi wirkte von 1703 bis 1716 am Ospedale della Pietà mit dem berühmten Waisenmädchen-Orchester – nicht in dieser Kirche, sondern im Vorgängerbau, der dort stand, wo heute das Hotel Metropole ist.

## Innenraum
Der durch Doppelpilaster gegliederte über einem ovalen Grundriss gebaute Raum, mit vier Seitenaltären, endet in einem überkuppelten Presbyterium. Die Kirche gehört zu den elegantesten spätbarocken Ensembles der Stadt.
Giovanni Battista Tiepolo schuf 1754–1755 die  Deckengemälde des Saales: Allegorien von Stärke und Frieden über dem Eingang, der Triumph des Glaubens im Hauptfeld der Wölbung und schließlich die Aufnahme Mariens in den Himmel.
Die Figuren am Hauptaltar (Petrus, Markus, Gabriel und Michael) werden Giovanni Marchori bzw. Giovanni Maria Morlaiter zugeschrieben. Das Altarbild (Verkündigung Mariä) stammt von Giovanni Battista Piazzetta.
Die ausgezeichnete Akustik des Raumes wird auch heute für musikalische Darbietungen genutzt.

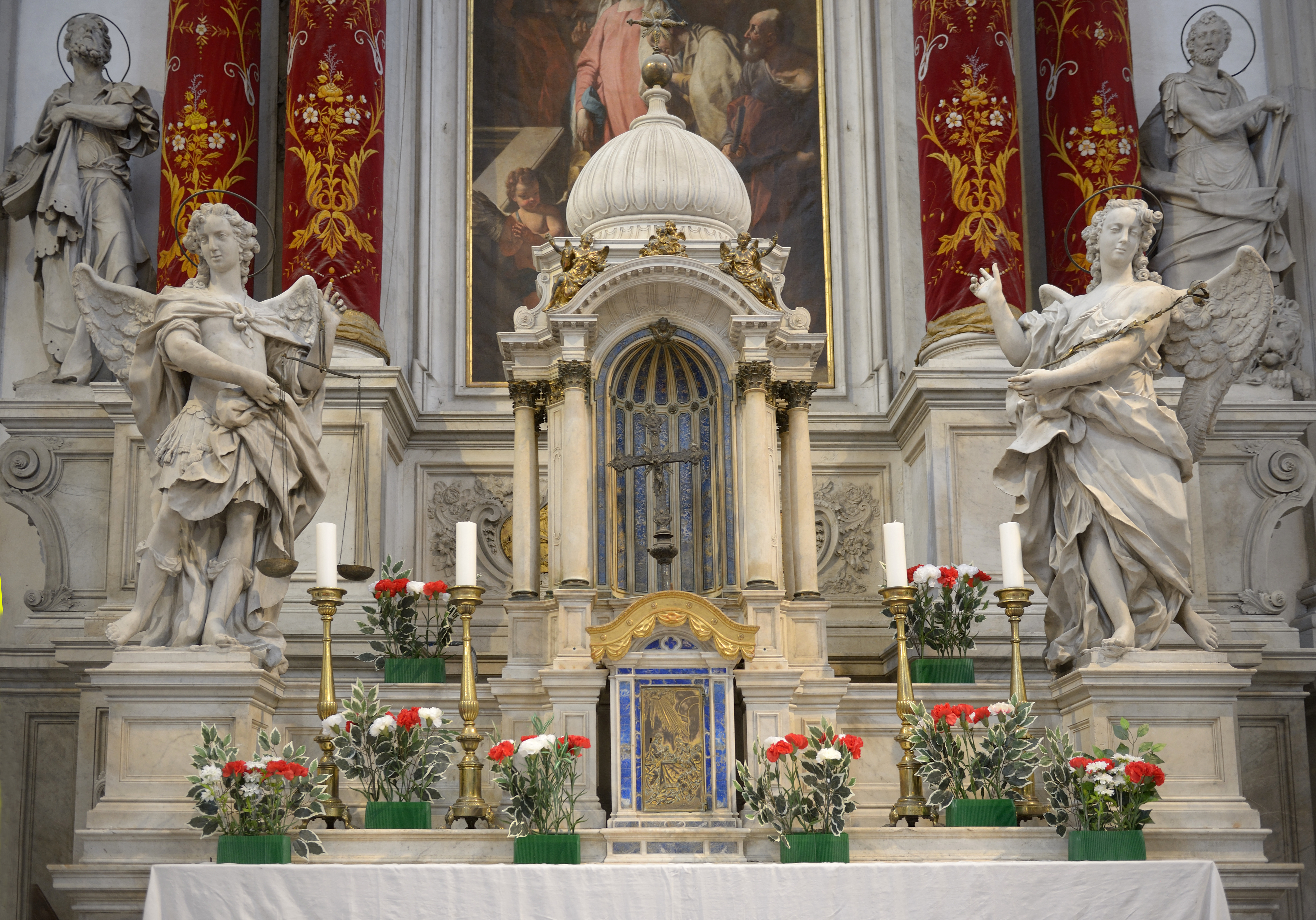
Hochaltar mit den Erzengeln Michael und Gabriel des Giovanni Maria Morlaiter